# Nachal Taninim
Nachal Taninim (hebrejsky: נחל תנינים, doslova Vádí krokodýlů, arabsky: وَادٍ الزرقاء, Vádí al-Zarka, doslova Modré vádí) je vádí ve vysočině Ramat Menaše v severním Izraeli.
Začíná jižně od vesnice Ejn ha-Šofet u pramene Ma'ajan ha-Ta'ana (מעין התאנה). Směřuje pak k západu mírně se svažující krajinou a míjí vesnici Gal'ed. Poblíž vesnic Giv'at Nili a Amikam vede napříč údolím nový most, kde byl roku 2009 otevřen nový úsek dálnice číslo 6 (Transizraelská dálnice). Stáčí se pak k jihozápadu, probíhá okolo obce Avi'el a klesá do pobřežní planiny, do níž vstupuje u města Binjamina-Giv'at Ada. Stáčí se pak na úpatí parku Ramat ha-Nadiv k severu a pak k západu. Ústí do Středozemního moře mezi obcemi Džisr az-Zarka a Ma'agan Micha'el.
Poblíž vesnice Amikam je na vádí zřízeno vodohospodářské dílo, které v zimním dešťovém období odvádí přebytky vody. Poblíž ústí toku byla ve starověku umělá nádrž o ploše 6 kilometrů čtverečních, která plnila akvadukt v tehdejším městě Caesarea. Tyto stavby později zanikly a na dolním toku Nachal Taninim se utvořily močály. Ty byly ve 20. století opět vysušeny, s výjimkou malé enklávy poblíž vesnice Ma'agan Micha'el, kde tvoří přírodní rezervaci. Přes ústí vádí byl postaven roku 1898 kamenný most, který měl usnadnit cestu německého císaře Viléma II. Podle tohoto mostu pak byla pojmenována arabská osada Džisr az-Zarka.
Jméno vádí odkazuje na populaci krokodýlů, která zde poblíž jeho ústí dříve žila (poslední krokodýl tu doložen roku 1912). Francouzský cestovatel Victor Guérin koncem 19. století popisuje Nachal Taninim jako úzký tok se silným proudem a hladinou, která dosahovala až po hruď jeho koně.